# MSCI Europe
Der MSCI Europe ist ein Aktienindex, der die Kursentwicklung von 417 Aktien aus 15 Industrieländern in Europa abbildet. Der MSCI Europe wird von dem US-amerikanischen Finanzdienstleister MSCI herausgegeben.

## Zusammensetzung
Folgende 15 Länder rechnet MSCI zu den Industrieländern:
- Belgien, Dänemark, Deutschland, Finnland, Frankreich, Irland, Italien, Niederlande, Norwegen, Österreich, Portugal, Schweden, Schweiz, Spanien, Vereinigtes Königreich

Der Index enthält 417 Aktien aus diesen Ländern (Stand: August 2024).
Jede Aktiengesellschaft im Index wird gemäß dem von MSCI und Standard & Poor’s entwickelten Global Industry Classification Standard (GICS) nach ihrer Hauptgeschäftstätigkeit einem von 11 Sektoren zugeordnet:
| Sektor                         | Anteil am Index |
| ------------------------------ | --------------- |
| Finanzen                       | 19 %            |
| Industrieunternehmen           | 17 %            |
| Gesundheitswesen               | 17 %            |
| Basis-Konsumgüter              | 11 %            |
| Nicht-Basis-Konsumgüter        | 10 %            |
| Informationstechnologie        | 8 %             |
| Roh- und Grundstoffe           | 6 %             |
| Energie                        | 5 %             |
| Versorgungsunternehmen         | 4 %             |
| Kommunikationsdienstleistungen | 3 %             |
| Immobilien                     | 1 %             |

Das Gewicht der zehn größten Einzelwerte beträgt etwa 23 %. Zu ihnen zählen Novo Nordisk, ASML, Nestlé, AstraZeneca, Shell plc, Roche Holding, Novartis, SAP, LVMH und HSBC  mit Gewichtungen zwischen 1,5 % und 3,9 %.